# Џексонвил (Северна Каролина)
Џексонвил (енгл. Jacksonville) град је у америчкој савезној држави Северна Каролина.

## Демографија
По попису из 2010. године број становника је 70.145, што је 3.43 (5,1%) становника више него 2000. године.
| Група             | 2000.          | 2010.          |
| Белци             | 40.583 (60,8%) | 42.797 (61,0%) |
| Афроамериканци    | 15.987 (24,0%) | 14.055 (20,0%) |
| Азијати           | 1.380 (2,1%)   | 1.748 (2,5%)   |
| Хиспаноамериканци | 6.702 (10,0%)  | 9.106 (13,0%)  |
| Укупно            | 66.715         | 70.145         |